# Groupe I des éliminatoires du Championnat d'Europe de football espoirs 2025
 (avril 2025).
 (septembre 2023).
Navigation
Groupe H
Le Groupe F des éliminatoires du Championnat d'Europe de football espoirs 2025 est composé de six équipes: le Danemark, la Tchéquie, l'Islande, le Pays de Galles et la Lituanie.

## Tirage
La composition du groupe est décidée par le tirage au sort effectué le 2 février 2023 à 09h00 CET (UTC+1), au siège de l'UEFA à Nyon, en Suisse

## Classement
| Rang | Équipe         | Pts | J | G | N | P | Bp | Bc | Diff |  | Résultats (▼ dom., ► ext.) |     |     |     |     |     |
| ---- | -------------- | --- | - | - | - | - | -- | -- | ---- |  | -------------------------- | --- | --- | --- | --- | --- |
| 1    | Danemark       | 17  | 8 | 5 | 2 | 1 | 18 | 8  | +10  |  | Danemark                   |     | 5-0 | 2-2 | 2-0 | 3-0 |
| 2    | Tchéquie       | 14  | 8 | 4 | 2 | 2 | 13 | 11 | +2   |  | Tchéquie                   | 0-0 |     | 1-1 | 4-1 | 3-0 |
| 3    | Pays de Galles | 14  | 8 | 4 | 2 | 2 | 13 | 11 | +2   |  | Pays de Galles             | 1-2 | 1-2 |     | 1-0 | 2-1 |
| 4    | Islande        | 9   | 8 | 3 | 0 | 5 | 9  | 14 | -5   |  | Islande                    | 4-2 | 2-1 | 1-2 |     | 0-2 |
| 5    | Lituanie       | 3   | 8 | 1 | 0 | 7 | 7  | 16 | -9   |  | Lituanie                   | 1-2 | 1-2 | 2-3 | 0-1 |     |

## Matchs
Les heures sont CET/CEST, comme indiqué par l'UEFA.
| 16 juin 2023 | Lituanie  | 1 - 2   | Danemark                  | Jonava City Stadium, Jonava   |                               |
| 17h00        | Kučys 19e | (1 - 2) | 9e Kjærgaard · 11e Hansen | Arbitrage : Henrik Nalbandyan | Arbitrage : Henrik Nalbandyan |
| 17h00        | Rapport   |         |                           | Arbitrage : Henrik Nalbandyan | Arbitrage : Henrik Nalbandyan |

| 20 juin 2023 | Danemark                               | 2 - 2   | Pays de Galles                | Vejle Stadium, Vejle    |                         |
| 18h00        | Kjærgaard 39e (pen.) · Provstgaard 73e | (1 - 0) | 43e (pen.) 60e (pen.) Colwill | Arbitrage : Ante Čulina | Arbitrage : Ante Čulina |
| 18h00        | Rapport                                |         |                               | Arbitrage : Ante Čulina | Arbitrage : Ante Čulina |

| 12 septembre 2023 | Lituanie                           | 2 - 3   | Pays de Galles                           | Jonava City Stadium, Jonava |                          |
| 17h00             | Steponavičius 90+1e · Keršys 90+2e | (0 - 1) | 34e Harris · 46e Stevens · 83e Cotterill | Arbitrage : Rauf Jabarov    | Arbitrage : Rauf Jabarov |
| 17h00             | Rapport                            |         |                                          | Arbitrage : Rauf Jabarov    | Arbitrage : Rauf Jabarov |

| 12 septembre 2023 | Islande                           | 2 - 1   | Tchéquie    | Víkingsvöllur, Reykjavik    |                             |
| 18h30             | Guðjohnsen 44e · Baldursson 90+4e | (1 - 0) | 87e Kabongo | Arbitrage : Jovan Kachevski | Arbitrage : Jovan Kachevski |
| 18h30             | Rapport                           |         |             | Arbitrage : Jovan Kachevski | Arbitrage : Jovan Kachevski |

| 13 octobre 2023 | Tchéquie    | 1 - 1   | Pays de Galles | Střelecký ostrov, České Budějovice |                                |
| 18h00           | Jurásek 38e | (1 - 0) | 90+6e Ashford  | Arbitrage : Zaven Hovhannisyan     | Arbitrage : Zaven Hovhannisyan |
| 18h00           | Rapport     |         |                | Arbitrage : Zaven Hovhannisyan     | Arbitrage : Zaven Hovhannisyan |

| 17 octobre 2023 | Lituanie | 0 - 1   | Islande        | Jonava City Stadium, Jonava |                           |
| 17h00           |          | (0 - 0) | 66e Jóhannsson | Arbitrage : Luís Teixeira   | Arbitrage : Luís Teixeira |
| 17h00           | Rapport  |         |                | Arbitrage : Luís Teixeira   | Arbitrage : Luís Teixeira |

| 17 octobre 2023 | Tchéquie | 0 - 0   | Danemark | Střelecký ostrov, České Budějovice |                            |
| 18h00           |          | (0 - 0) |          | Arbitrage : Jasmin Šabotić         | Arbitrage : Jasmin Šabotić |
| 18h00           | Rapport  |         |          | Arbitrage : Jasmin Šabotić         | Arbitrage : Jasmin Šabotić |

| 16 novembre 2023 | Pays de Galles | 1 - 0   | Islande | Rodney Parade, Newport    |                           |
| 19h00            | Low 28e        | (1 - 0) |         | Arbitrage : Antoni Bandic | Arbitrage : Antoni Bandic |
| 19h00            | Rapport        |         |         | Arbitrage : Antoni Bandic | Arbitrage : Antoni Bandic |

| 20 novembre 2023 | Pays de Galles | 1 - 2   | Danemark                  | Rodney Parade, Newport                |                                       |
| 19h00            | Ashford 90+4e  | (0 - 1) | 5e Bech · 89e Provstgaard | Arbitrage : José Luis Munuera Montero | Arbitrage : José Luis Munuera Montero |
| 19h00            | Rapport        |         |                           | Arbitrage : José Luis Munuera Montero | Arbitrage : José Luis Munuera Montero |

| 22 mars 2024 | Pays de Galles | 2 - 1 | Lituanie |             |
|              |                |       |          | Arbitrage : |
|              | [ Rapport]     |       |          |             |

| 26 mars 2024 | Danemark   | 3 - 0 | Lituanie |             |
|              |            |       |          | Arbitrage : |
|              | [ Rapport] |       |          |             |

| 26 mars 2024 | Tchéquie   | 4 - 1 | Islande |             |
|              |            |       |         | Arbitrage : |
|              | [ Rapport] |       |         |             |

| 6 septembre 2024 | Islande    | 4 - 2 | Danemark |             |
|                  |            |       |          | Arbitrage : |
|                  | [ Rapport] |       |          |             |

| 6 septembre 2024 | Lituanie   | 1 - 2 | Tchéquie |             |
|                  |            |       |          | Arbitrage : |
|                  | [ Rapport] |       |          |             |

| 10 septembre 2024 | Danemark   | 5 - 0 | Tchéquie |             |
|                   |            |       |          | Arbitrage : |
|                   | [ Rapport] |       |          |             |

| 10 septembre 2024 | Islande    | 1 - 2 | Pays de Galles |             |
|                   |            |       |                | Arbitrage : |
|                   | [ Rapport] |       |                |             |

| 10 octobre 2024 | Islande    | 0 - 2 | Lituanie |             |
|                 |            |       |          | Arbitrage : |
|                 | [ Rapport] |       |          |             |

| 11 octobre 2024 | Pays de Galles | 1 - 2 | Tchéquie |             |
|                 |                |       |          | Arbitrage : |
|                 | [ Rapport]     |       |          |             |

| 15 octobre 2024 | Danemark   | 2 - 0 | Islande |             |
|                 |            |       |         | Arbitrage : |
|                 | [ Rapport] |       |         |             |

| 15 octobre 2024 | Tchéquie   | 3 - 0 | Lituanie |             |
|                 |            |       |          | Arbitrage : |
|                 | [ Rapport] |       |          |             |

## Buteurs
2 but   
- Maurits Kjærgaard (dont 1 penalty)
- Oliver Provstgaard
- Rubin Colwill (dont 2 penalties)
- Cian Ty Ashford

1 but  
- Mads Hansen
- Tobias Bech
- Andri Guðjohnsen
- Andri Baldursson
- Davíð Snær Jóhannsson
- Armandas Kučys
- Faustas Steponavičius
- Kristupas Keršys
- Luke Harris
- Fin Stevens
- Joel Cotterill
- Joe Low
- Christophe Kabongo
- Matěj Jurásek